# Germanuskirche (Malmsheim)

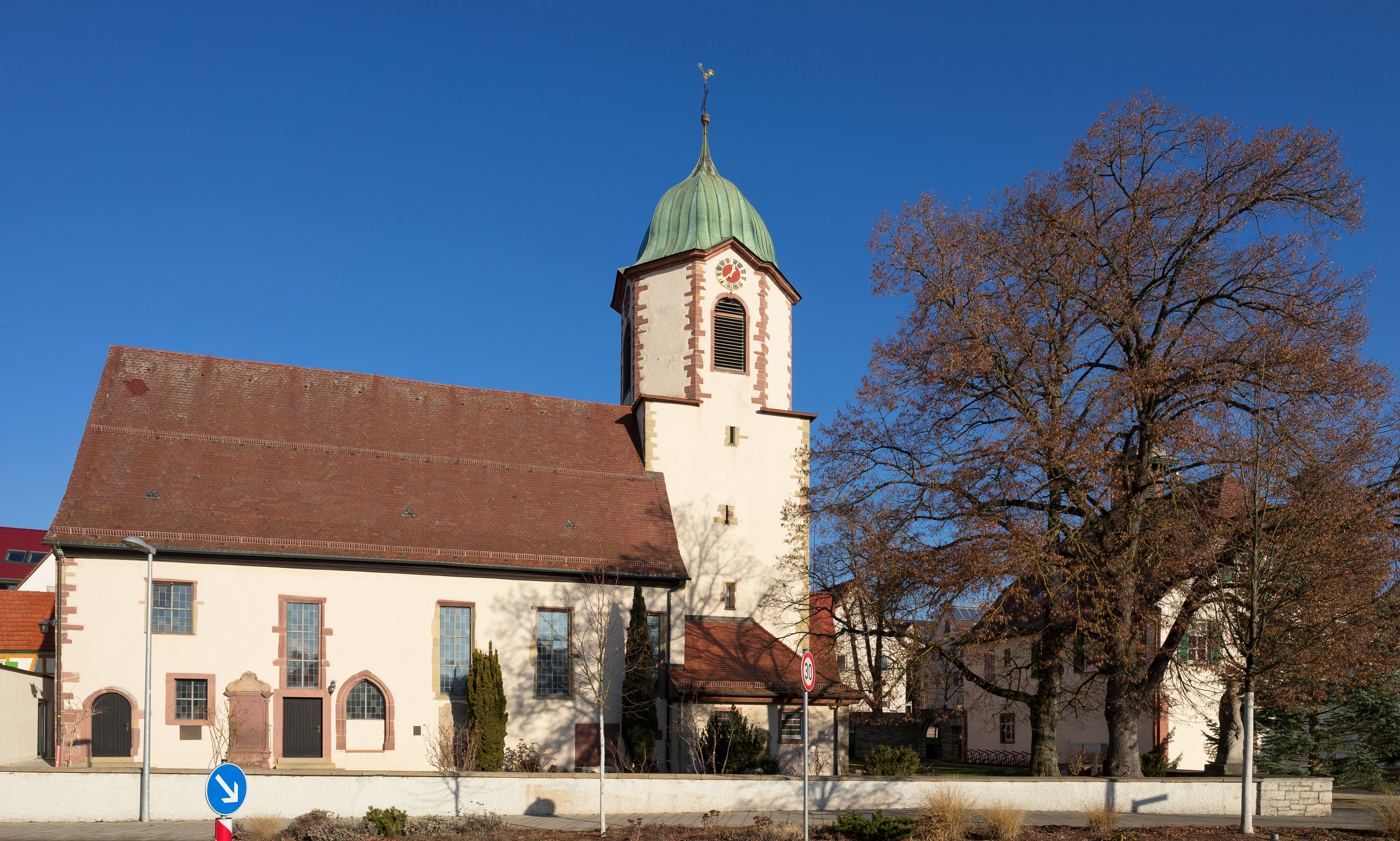
Germanuskirche in Malmsheim

Die Germanuskirche in Malmsheim, einem Stadtteil von Renningen im baden-württembergischen Landkreis Böblingen, ist eine denkmalgeschützte evangelische Pfarrkirche. Sie gehört zur evangelischen Kirchengemeinde Malmsheim im Kirchenbezirk Leonberg.

## Geschichte und Architektur
Der Ostturm der Chorturmkirche stammt im Kern aus dem 14. Jahrhundert. Das Glockengeschoss und die Turmhaube wurden im Jahr 1746 aufgesetzt. Der Turmchor mit Kreuzrippengewölbe stammt aus dem 14. Jahrhundert, das Langhaus wurde 1489 erbaut,  im Jahr 1607 erweitert und 1817 erneuert. Es besitzt eine hölzerne Felderdecke und eine Empore des 18. Jahrhunderts.
Die Kirche war als Wehrkirche mit ummauertem Kirchhof ausgebaut. Erhalten sind auch Teile der Kirchhofmauer. Dort befindet sich auch ein Kriegerdenkmal von Fritz von Graevenitz.

## Ausstattung
- Spätgotisches Kruzifix im Turmchor
- Wandmalereien der Spätrenaissance
- Kanzel aus dem 17. Jahrhundert

## Glocken
Im Turm der Germanuskirche hängen vier Glocken, die älteste Glocke, die sog. Kleine Glocke, stammt aus dem Jahr 1902.
| Nr. | Name             | Durchmesser | Masse   | Nominal (HT-1⁄16) | Gussjahr | Glockengießer           |
| --- | ---------------- | ----------- | ------- | ----------------- | -------- | ----------------------- |
| 1   | Kleine Glocke    | 850 mm      | 350 kg  | b1                | 1902     | G. A. Kiesel, Heilbronn |
| 2   | Vermisstenglocke | 1050 mm     | 570 kg  | g1                | 1948     |                         |
| 3   | Kleine Glocke    | 760 mm      | 260 kg  | c2                | 1961     |                         |
| 4   | Große Glocke     | 1290 mm     | 1292 kg | es1               | 1961     |                         |